# L'Aiguillon de la mort
Pour plus de détails, voir Fiche technique et Distribution.
L'Aiguillon de la mort (死の棘, Shi no toge) est un film japonais réalisé par Kōhei Oguri, sorti en 1990. Il s'agit d'une adaptation du roman homonyme de Toshio Shimao.
Ce film est lauréat du Grand prix du jury et du Prix FIPRESCI au Festival de Cannes 1990.

## Fiche technique
- Titre : L'Aiguillon de la mort
- Titre original : 死の棘 (Shi no toge?)
- Réalisation : Kōhei Oguri
- Scénario : Kōhei Oguri d'après le roman de Toshio Shimao
- Production : Toru Okuyama
- Société de production : Shōchiku
- Société de distribution : Shōchiku Kinema Kenkyû-jo (États-Unis)
- Musique : Toshio Hosokawa
- Photographie : Shohei Ando
- Montage : Nobuo Ogawa
- Pays d'origine :  Japon
- Langue originale : japonais
- Format : couleur
- Genre : Drame
- Durée : 115 minutes
- Dates de sortie :
  - Japon : 28 avril 1990[2]
  - France : 7 novembre 1990 (sortie en salles)[3]

## Distribution
- Keiko Matsuzaka : Miho
- Ittoku Kishibe : Toshio
- Midori Kiuchi : Kuniko
- Takenori Matsumura : Shin'ichi
- Yuri Chikamori : Maya
- Akira Yamanouchi : Masagaro
- Miyoko Nakamura : Riki

## Distinctions
- Festival de Cannes 1990 :
  - Grand Prix du jury[1]
  - Prix FIPRESCI[1]